# Тартуский мирный договор между РСФСР и Эстонией
Тартуский (Юрьевский) мирный договор между РСФСР и Эстонией (эст. Tartu rahu) — договор, заключённый между РСФСР и Эстонией 2 февраля 1920 года в эстонском городе Тарту (в русской версии договора город обозначался прежним названием Юрьев). Документ был подписан в здании, находящемся по современному адресу: улица Яана Тыниссона, дом 1.

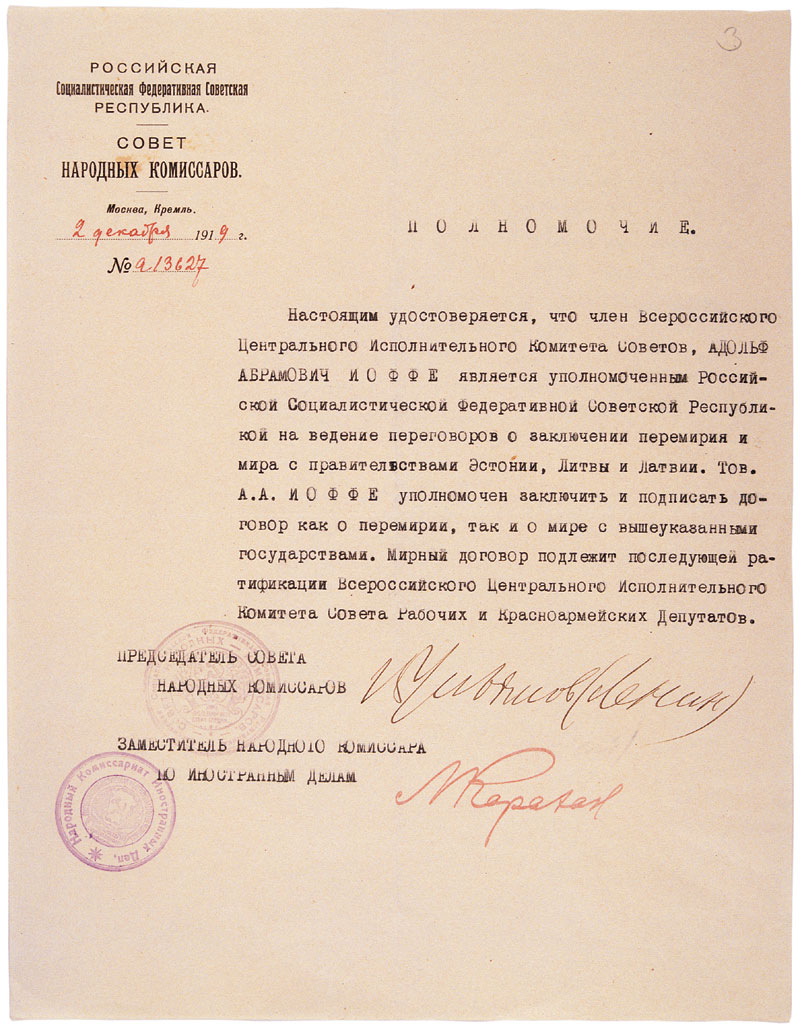
Доверенность, выданная В. И. Лениным А. А. Иоффе, на представление интересов РСФСР по подписанию договора

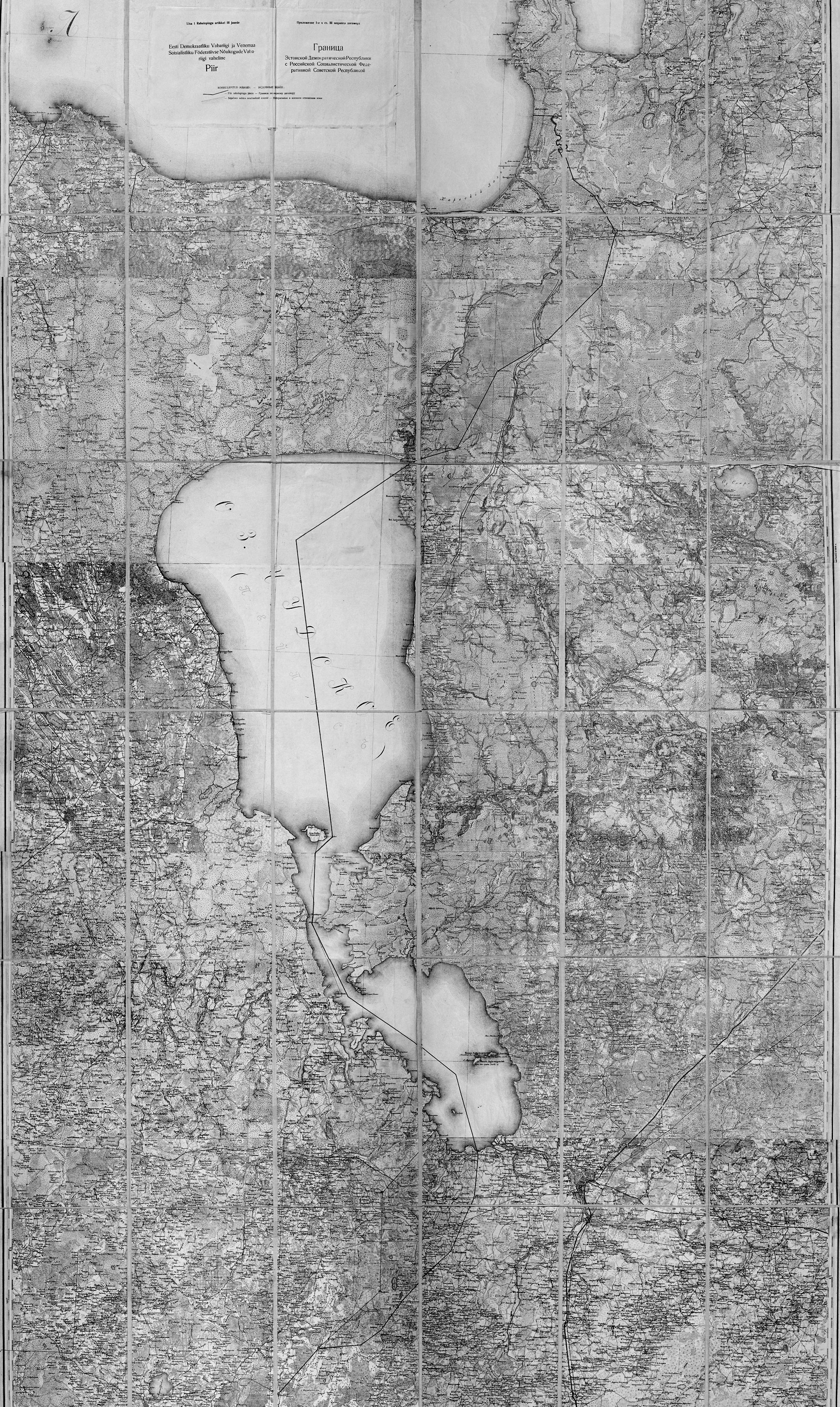
Граница между РСФСР и Эстонией согласно договору

## История договорных отношений
По итогам Северной войны между Россией и Швецией 30 августа (10 сентября) 1721 года был подписан Ништадтский мирный договор. Швеция признала присоединение к России Лифляндии, Эстляндии, Ингерманландии и других территорий, а Россия за эти земли обязалась выплатить Швеции компенсацию в 2 миллиона талеров (ефимков) серебром (56 тонн серебра или 1,3 миллиона рублей, что соответствовало годовому бюджету Швеции того времени).
До февраля 1918 года Эстляндская губерния входила в состав России. При этом ещё после Февральской революции 12 (25) апреля 1917 года Временное правительство России декларировало автономию Эстляндии и определило её новые границы, передав ей северную часть Лифляндской губернии (Аренсбургский, Валкский, Веросский, Перновский, Феллинский, Юрьевский уезды). Оставшиеся уезды Лифляндской губернии (Рижский, Венденский и Вольмарский) позднее вошли в состав Латвийской республики.
Согласно Тартускому (Юрьевскому) мирному договору 1920 года, РСФСР, исходя из провозглашённого ею права всех народов на свободное самоопределение вплоть до полного отделения, безоговорочно признала независимость эстонского государства, отказывалась от всех прав, в том числе и имущественных, ранее принадлежавших Российской империи. Эстония же обязалась не предъявлять России никаких притязаний, вытекающих из факта своего прежнего пребывания в составе России.
В 1940 году Эстония вошла в состав СССР и Тартуский договор, по мнению правительства России, утратил силу. Эстонское правительство считает договор действующим.
18 февраля 2014 года глава МИД России Сергей Лавров и его эстонский коллега Урмас Паэт подписали в Москве новый договор о границе и разграничении морского пространства в Нарвском и Финском заливе. В отличие от версии 2005 года, в договоре указано, что он регулирует вопросы, касающиеся исключительно прохождения государственной границы. Также зафиксировано обоюдное отсутствие территориальных претензий. Этот новый договор, однако, на 2024 год так и не был ратифицирован.

## Субъекты

### Эстонская Республика
После Октябрьской революции 1917 года в Эстонии была установлена советская власть, которая продержалась до 20 февраля 1918 года, когда на эстонскую землю вступили оккупационные немецкие войска. 24 февраля 1918 года, перед лицом полного захвата Эстонии германской армией, была провозглашена независимость Эстонии. После окончания немецкой оккупации власть перешла в руки Временного правительства под руководством Константина Пятса.

### РСФСР
После Революции, в процессе Гражданской войны, Советская Россия стремилась установить советскую власть на территории бывшей империи.
В Эстонию для «восстановления советской власти» были направлены войска Красной армии, началась Эстонская война за независимость (28 ноября 1918 года — 3 января 1920 года). В завершении войны в Тарту прибыла делегация Советской России для переговоров.

## Переговоры
Великобритания, Франция и США в октябре 1919 г. ввели полную экономическую блокаду Советской России. Молодая республика остро нуждалась в восстановлении международного товарообмена и для получения необходимого оборудования, и для импорта хлеба, в преодолении дипломатической изоляции и обеспечении военной безопасности Петрограда. Поэтому советская делегация была готова на самые льготные условия для эстонской стороны.
Согласно отчёту НКИД РСФСР Съезду Советов за 1919—1920 гг., эстонцы потребовали предоставить им часть золотого запаса Российской империи в размере 88 млн золотых рублей, подвижной состав и выдвинули ряд других претензий. Когда 16 января Верховный совет Антанты позволил союзным и нейтральным государствам вести торговлю с РСФСР, таким образом формально сняв блокаду, эстонцы снизили свои требования и после ожесточённого торга согласились на 15 миллионов рублей золотом (11,6 тонн).
Эстонская республика была освобождена от всех долгов бывшей Российской империи, получила на территории РСФСР лесную концессию в 1 млн десятин и многочисленные преимущества во взаимной торговле.

## Сущность договора
Тартуский мирный договор между РСФСР и Эстонской Республикой был подписан 2 февраля 1920 года в городе Тарту (в русском тексте договора — Юрьев).
Договор со стороны РСФСР подписал член Всероссийского Центрального Исполнительного Комитета (ВЦИК) А. А. Иоффе и член Коллегии народного комиссариата государственного контроля, полпред и торгпред РСФСР в Эстонии И. Э. Гуковский, а со стороны Эстонской демократической республики — члены Учредительного собрания Яан (в русском тексте — Иван) Поска, Антс Пийп, Майта Пюман, Юлиус Сельяма и генерал-майор Генштаба Яан Соотс.
По договору РСФСР, исходя из провозглашённого ею права всех народов на свободное самоопределение вплоть до полного отделения, безоговорочно признала независимость и самостоятельность эстонского государства, отказывалась от всех прав, в том числе и имущественных, ранее принадлежавших Российской империи. Эстония обязалась не предъявлять России никаких притязаний, вытекающих из факта своего прежнего пребывания в составе России.
Эстонцы, проживавшие в РСФСР, и русские в Эстонии получали возможность вернуться на родину. По договору Эстония освобождалась от каких-либо обязательств перед РСФСР, освобождалась от долговых и иных обязательств царской России. По договору РСФСР передавала Эстонии часть золотого запаса царской России в размере 11,6 тонны золота (15 миллионов рублей золотом), а также принадлежавшее российской казне движимое и недвижимое имущество:558). Эстония получила право на лесную концессию на территории РСФСР площадью 1 миллион десятин.

### Военные вопросы
Между РСФСР и Эстонией устанавливалась государственная граница и нейтральные полосы, в которых стороны обязывались не держать никаких войск, кроме пограничных (ст. 3, п. 1).
Договаривающиеся стороны обязывались не иметь вооружённых судов в Чудском и Псковском озёрах (ст. 3, п.4). При этом воспрещалось пребывание на территории каждого государства войск, организаций и групп, ставящих целью вооружённую борьбу с другой договаривающейся стороной; государствам, находящимся в фактическом состоянии войны с другой стороной (ст.7, п. 1). С учётом того, что к моменту подписания договора в Эстонии уже была интернирована Северо-Западная армия под командованием Н. Н. Юденича, РСФСР впоследствии распустила воевавшую на Южном фронте дивизию Эстонских красных стрелков.
Воспрещалась перевозка через порты и территории «всего того, что может быть использовано для нападения на другую договаривающуюся сторону» (ст.7, п. 4, а).
Стороны взяли на себя обязательства информировать друг друга о состоянии неправительственных: войск, военных складов, военного и технического имущества, находящихся на их территории (ст. 7, п. 6), а также производить обмен военнопленными и возвращать на родину интернированных (статьи 9 и 10).

### Экономические вопросы
По договору РСФСР передавала Эстонии 15 млн рублей золотом (ст. 12, п. 1). Стороны обязались не допускать на своей территории деятельности враждебных другой стране сил. С учётом того, что к моменту подписания договора в Эстонии уже была интернирована Северо-Западная армия под командованием Юденича, РСФСР впоследствии распустила воевавшую на Южном фронте дивизию Эстонских красных стрелков. Эстонцы, проживавшие в РСФСР, и русские в Эстонии получали возможность вернуться на родину. По договору Эстония освобождалась от каких-либо обязательств перед РСФСР, освобождалась от долговых и иных обязательств царской России. По договору РСФСР передавала Эстонии часть золотого запаса царской России в размере 11,6 тонны золота (15 миллионов рублей золотом), а также принадлежавшее российской казне движимое и недвижимое имущество:558). Эстония получила право на лесную концессию на территории РСФСР площадью 1 миллион десятин.
Согласно п. 4 статьи 12, подлежали возвращению в Эстонию «библиотеки, архивы, учебные пособия, документы и прочие предметы, как Юрьевского университета, так и всех находящихся или находившихся ранее в пределах Эстонии учебных заведений, учёных, правительственных и общественных учреждений, и вообще все вывезенные из Эстонии в Россию архивы, документы и прочие предметы, имеющие для Эстонии научное или историческое значение». Кроме того, возвращались Эстонии «для передачи по принадлежности» всякого рода ценности (за исключением золота и драгоценных камней), ценные бумаги и имущественные документы, «если местонахождение сих ценных бумаг и пр. будет указано эстонскими властями» (ст. 12, п. 5).
Между договаривающимися сторонами устанавливались торговые и экономические отношения на основе режима наибольшего благоприятствования: «Товары, провозимые через территорию одной из договаривающихся сторон, не должны облагаться никакими ввозными пошлинами и транзитными налогами. Фрахтовые тарифы на транзитные товары не должны быть выше фрахтовых тарифов за однородные товары местного назначения». Эстония предоставила Советской России места для погрузки и хранения товаров в Ревеле и в других портах страны, причем сборы за них не могли «превышать сборов, взимаемых с собственных граждан в отношении транзитных товаров».
Преимущественное значение «торгового окна» в Европу в этом договоре было таково, что в нём даже не было пункта о дипломатических и консульских отношениях, о чём торгпред РСФСР в Эстонии в 1920 г. Г. А. Соломон написал: «В мирном договоре с Эстонией пункт о взаимном обмене посланниками не был оговорен, и об этом предстояло договориться особо. Сделано это было для того, чтобы не затягивать мирные переговоры и как можно скорее начать торговые сношения».
На последующие годы Эстония стала неофициальным каналом для финансово-экономических отношений РСФСР со странами Европы — до международного дипломатического признания правительства большевиков.

## Состав делегаций

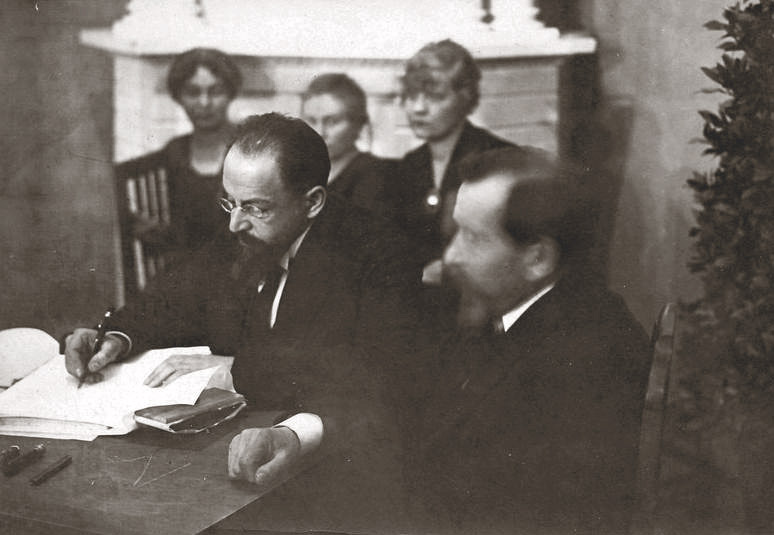
Глава советской делегации Адольф Иоффе подписывает договор

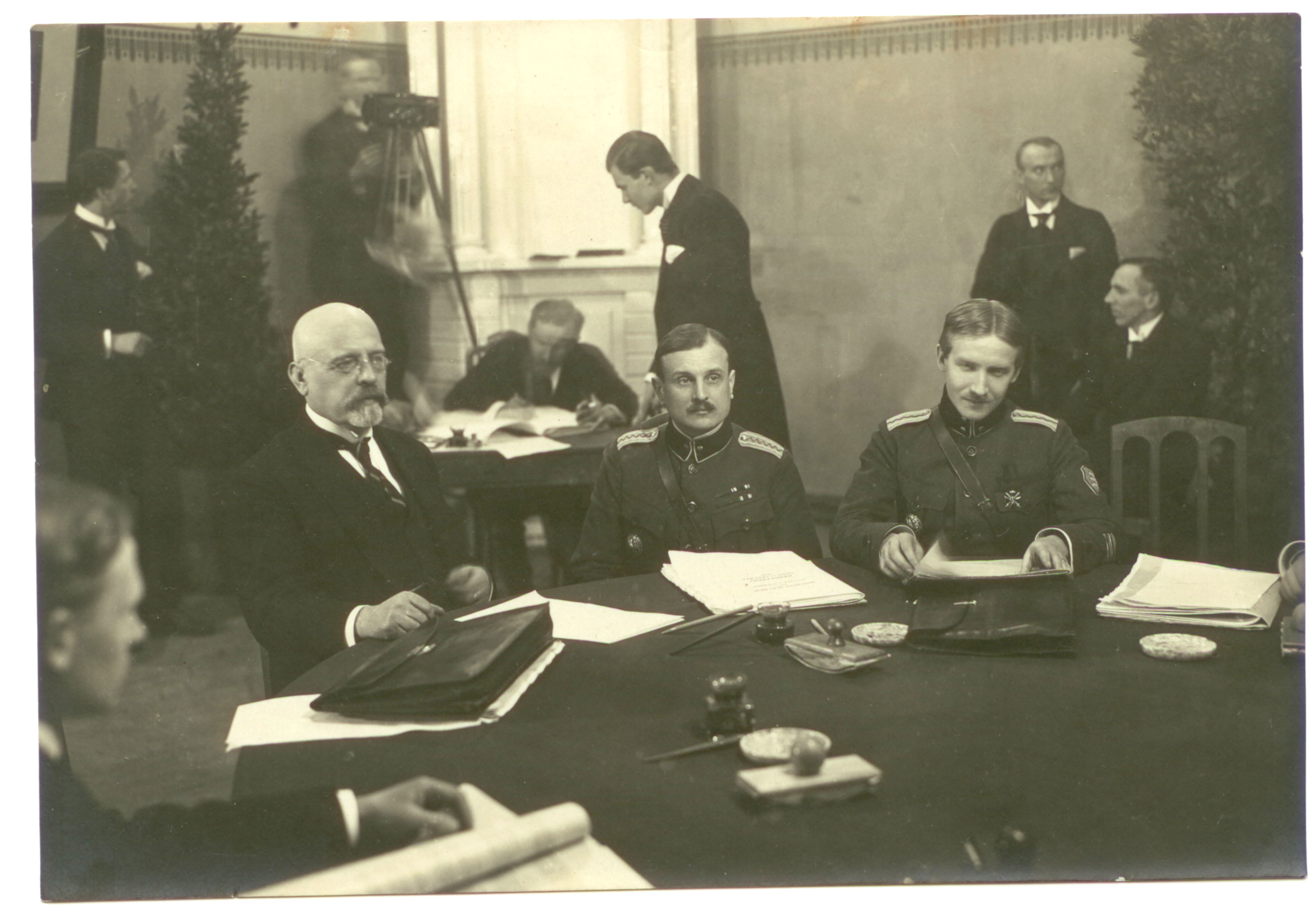
Эстонская делегация. Слева направо: Яан Поска, Яан Соотс, Виктор Мутть

В состав российской делегации входили:
- Адольф Иоффе (глава делегации)
- Леонид Красин
- Максим Литвинов
- Карл Радек
- Исидор Гуковский

В состав эстонской делегации входили:
- Яан Поска (глава делегации)
- Антс Пийп
- Майт Пууман
- Юлиус Сельяма
- Яан Соотс

С российской стороны договор подписали Иоффе и Гуковский. С эстонской стороны договор подписали все 5 членов делегации.

## Граница
По договору к Эстонии, помимо земель к западу от реки Нарва, отошли также:
- вновь образованная волость Нарва[эст.] — включающая населённую ижорой и ингерманландцами территорию на правобережье реки Нарва, т. н. Эстонскую Ингерманландию (ныне в составе Кингисеппского района Ленинградской области)
- вновь образованные волости Козе (в 1939 году переименована в Пийри[эст.]) и Скарятино (в 1939 году переименована в Рая[эст.]) — населённое этническими русскими правобережье Нарвы от устья реки Щучка до Чудского озера (ныне в составе Сланцевского района Ленинградской области России)
- населённый русскими и сету Печорский край (ныне Печорский район Псковской области России)[16][17][18][19].

## Оценки договора, данные современниками
Заключение мирного договора помогло Советской России преодолеть международную изоляцию. Во время голода 1921—1922 гг. Ревельский морской порт стал важнейшим каналом поставок продовольствия в РСФСР. При этом Эстония стала одним из важнейших каналов вывоза золота и ценностей из России. В условиях установленного Антантой запрета любых операций с российским золотом, его продажа через Ревель с дисконтом 20 % превращалась в источник обогащения, прежде всего для банков нейтральных государств и, в частности, Швеции. Так, «Nordiska Handelsbanken» переплавлял российское золото в новые слитки, на которые ставилось клеймо Шведского монетного двора.
- Председатель Совета народных комиссаров В. И. Ленин, комментируя важность мира и его условия, заявлял:
  - «Мир с Эстляндией — это окно, пробитое русскими рабочими в Западную Европу, это неслыханная победа над всемирным империализмом, знаменующая собою перелом в русской пролетарской революции в сторону сосредоточения всех сил на внутреннем строительстве страны»[13].:559
  - «Советская Россия сделала много уступок, главной из которых является уступка спорной территории, заселённой смешанным — русским и эстонским населением. Но мы не хотим проливать кровь рабочих и красноармейцев ради куска земли, тем более, что уступка эта делается не навеки: Эстония переживает период керенщины, рабочие начинают узнавать подлость своих учредиловских вождей, разграбивших профессиональные союзы и убивших 20 коммунистов, они скоро свергнут эту власть и создадут Советскую Эстонию, которая заключит с нами новый мир»[20].
  - «Капиталисты из всех сил мешали заключению мира Эстонии с нами. Мы их победили. Мы заключили мир с Эстонией, — первый мир, за которым последуют другие, открывая нам возможность товарообмена с Европой и Америкой»[21].)
- Редактор газеты «Известия ВЦИК» Ю. М. Стеклов в статье, посвящённой подписанию мирного договора между Советской Россией и Эстонией, подчёркивал его значение: «В таких делах важен первый шаг. Теперь задача облегчена, и другие государства,… по одному расчёту выгоды, обнаружат больше склонности вступить в мирные сношения с Советской республикой»[22].
- Народный комиссар иностранных дел Г. В. Чичерин объясняя важность договора заявил: «Мы все время считались с тем, что происходит как бы генеральная репетиция соглашения с Антантой. Раскрывая широкие перспективы выгод для буржуазии от соглашения с нами, мы тем эти перспективы раскрывали не перед одной эстонской буржуазией, а перед внимательно следившей за этими переговорами английской буржуазией. Каждое слово, произносившееся в Юрьеве, имело свой резонанс на берегах Темзы, и во время этих переговоров мы говорили и о тех концессиях, которые могут быть предоставлены иностранным капиталистам, и о возможностях широкого товарообмена, посылки сырья за границу, доставки машин из-за границы. Все это привело к тому, что Юрьевские переговоры сыграли гораздо большую роль, чем могло казаться на первый взгляд»[23].
- Газета Прогрессивной партии Эстонии «Пяйвалехт» писала в редакционной статье, озаглавленной «Холодный мир»: «Мы имеем дело не с обыкновенным противником, не было у нас и обыкновенной войны, мы не следовали общепринятым обычаям ведения войны — поэтому нет основания полагать, что нам придётся иметь дело с тем, что обычно понимается под словом „мир“. Врагу не удалось сломить нас оружием, он будет пытаться сделать это „мирным путём“»[13].:559

## Действие договора
С точки зрения России, Тартуский мирный договор 1920 года утратил силу после вхождения Эстонии в состав СССР в 1940 году. Эстония же, напротив, считает, что мирный договор действует и по сей день
, поскольку после присоединения Эстонии к СССР в 1940 году Эстонская Республика продолжала существовать де-юре (действовало правительство в эмиграции, работали посольства и консульства Эстонии на Западе и т. д.), и современная Эстония, провозгласившая восстановление независимости в августе 1991 года, считается некоторыми странами (в частности США, Польшей и Венгрией) юридическим преемником Эстонской Республики 1918—1940 годов (см. Государственная преемственность стран Балтии).
18 мая 2005 года Россия и Эстония подписали в Москве два договора по пограничным вопросам. 20 июня 2005 года парламент Эстонии ратифицировал их, в одностороннем порядке внеся в преамбулу закона о ратификации упоминание о Тартуском мирном договоре. В Москве посчитали, что тем самым подтверждается ряд неприемлемых для РФ оценок вхождения Эстонии в состав СССР, и 1 сентября 2005 года президент России Владимир Путин дал распоряжение отозвать подпись России под пограничными договорами с Эстонией. В подписанном, но не ратифицированном договоре о границе от 18 февраля 2014 года Тартуский договор не упоминается.

## Современные оценки и последствия договора
8 мая 1990 года Верховный Совет Эстонской ССР принял закон о восстановлении действия Конституции независимой Эстонской Республики 1938 года. В связи с этим, через 8 дней был принят закон об основах временного порядка управления Эстонией, где было объявлено, что отношения между республикой и Союзом ССР отныне строятся на основе Тартуского мирного договора. Эстонский специалист в области международного права ректор Академии Nord Рейн Мюллерсон заявил: «Нет никаких сомнений в том, что Тартуский мир важен исторически, и таковым его значение и останется. На вопрос о том, действителен ли Тартуский мирный договор, нет однозначного и твёрдого ответа, об этом ведутся споры. Я считаю его действительным, поскольку такие мирные договоры не заканчиваются. В них даже нет положения о денонсации».
Позиция России по этому же вопросу диаметрально противоположная. По мнению России договор прекратил своё действие в 1940 году, когда Эстония вошла в состав СССР.
Различные оценки последствий договора были главным препятствием к урегулированию пограничных разногласий. Эстония ещё до формального восстановления независимости уже в 1990 году выдвинула претензии по восстановлению границы между Эстонией и Россией, установленной на основании договора. В сентябре 1991 года Верховный Совет Эстонской Республики провозгласил юридически ничтожными все указы и резолюции Президиума Верховного Совета Эстонской ССР, касавшиеся изменений границы в 1944—1957 годах как произведённые в нарушение этого договора. Россия отвергла эти претензии. 12 июля 1993 года Президиум Верховного Совета России даже одобрил законопроект, предлагающий Президенту и правительству представить на рассмотрение парламенту вопрос об аннулировании мирного договора 1920 года, но дальнейших шагов по денонсации сделано не было. В 1994 году Россия в одностороннем порядке провела делимитацию государственной границы на эстонском участке в соответствии с указом президента Бориса Ельцина от 21 июня 1994 года. В дальнейшем Эстония заявила, что подписанный 5 марта 1999 года (но так и не вступивший в силу из-за отсутствия ратификации) новый договор о границе, согласно которому спорные территории переходили к России, не отменяет Тартуский договор и он будет действовать во всех остальных частях, кроме вопроса о границе.